# 港区議会
港区議会（みなとくぎかい）は、東京都港区の地方議会。

## 概要
- 定数：34人
- 任期：4年
- 選挙区：区全体を1選挙区とする大選挙区制（単記非移譲式）
- 議長:鈴木たかや（自民党議員団）
- 副議長:七戸じゅん（みなと未来会議）

## 会派
2024年5月28日現在
| 会派名           | 議員数 | 党派                                                                           | 所属議員 | 女性議員数 | 女性議員の比率（%） |
| ---------------- | ------ | ------------------------------------------------------------------------------ | --- | ---------- | ------------------- |
| 自民党議員団     | 11人   | 自由民主党                                                                     | 小倉りえこ（幹事長）、土屋準（副幹事長）、ゆうきくみこ（副幹事長）、二島豊司（副幹事長）、三田あきら、ませのりよし、やなざわ亜紀、鈴木たかや、池田こうじ、清原和幸、うかい雅彦                                     | 3人        | 27.27               |
| みなと未来会議   | 7人    | 国民民主党（3人）・都民ファーストの会（1人）・こどもの党（1人）・無所属（2人） | 榎本あゆみ（幹事長・国民民主党）、さいき陽平（副幹事長・こどもの党）、琴尾みさと（副幹事長・都民ファーストの会）、石渡ゆきこ（国民民主党）、七戸じゅん（国民民主党）、玉木まこと（無所属）、なかまえ由紀（無所属） | 4人        | 57.14               |
| 公明党議員団     | 4人    | 公明党                                                                         | 丸山たかのり（幹事長）、なかね大（副幹事長）、野本たつや、池田たかし | 0人        | 0                   |
| 港区維新・無所属 | 4人    | 日本維新の会（3人）、無所属（1人）                                             | 榎本茂（幹事長・日本維新の会）、根本ゆう（副幹事長・日本維新の会）、白石さと美（日本維新の会）、新藤加菜（無所属）                                                                                                 | 3人        | 75                  |
| 立憲民主党議員団 | 3人    | 立憲民主党                                                                     | 阿部浩子（幹事長）、山野井つよし（副幹事長）、兵藤ゆうこ | 2人        | 66.67               |
| 共産党議員団     | 2人    | 日本共産党                                                                     | 福島宏子（幹事長）、風見利男（副幹事長） | 1人        | 50                  |
| 港区れいわ新選組 | 1人    | れいわ新選組                                                                   | 森けいじろう（幹事長） | 0人        | 0                   |
| 参政党の会       | 1人    | 参政党                                                                         | とよ島くにひろ（幹事長） | 0人        | 0                   |
| 欠員             | 1人    |                                                                                | |            |                     |
| 計               | 34人   |                                                                                | | 13人       | 39.39               |

## 議員報酬等
| 役職     | 報酬            | 政務活動費  |
| -------- | --------------- | ----------- |
| 議長     | 月額 91万1400円 | 月額 15万円 |
| 副議長   | 月額 78万7800円 | 月額 15万円 |
| 委員長   | 月額 65万6200円 | 月額 15万円 |
| 副委員長 | 月額 62万8800円 | 月額 15万円 |
| 議員     | 月額 61万6700円 | 月額 15万円 |

※別途、年2回期末手当あり

## 議員の不祥事に対する対応
- 2016年8月、赤坂大輔がタクシー運転手に殴るなどの暴行を加えたとして傷害容疑で逮捕された[6][7]。港区議会としては「議員にあるまじき行為」を行ったとして赤坂大輔に対する辞職勧告の決議を行ったが赤坂はこれに従わなかった[7]。この事件で赤坂は不起訴となる。
- 2020年8月6日、赤坂大輔が10代に少女4人に下半身を露出したとして公然わいせつ罪の現行犯で神奈川県宮前警察署に逮捕された[7][8][9][10]。8日付で日本維新の会は赤坂を除名処分とした[11]。翌月、赤坂は川崎区検察庁に略式起訴され[12]、川崎簡易裁判所より罰金15万円の略式命令を受けた[13]。

港区議会は「再びこのような事件が発生したことに遺憾の意を表明するとともに、区民の皆様の信用と信頼を著しく損ねたことを深くお詫び申し上げます」と声明を発表した。
また、この事件を受けて9月7日に赤坂に対する辞職勧告決議を全会一致で可決した。
更に11月26日、港区議会第4会定例会で、赤坂に対し再度議員辞職を勧告する決議が上程され全会一致で可決した。
- 2022年7月26日、赤坂大輔が公園で遊んでいた女子中学生2人に対し卑わいな言動をしたとして千葉県警察行徳警察署に県迷惑防止条例違反の疑いで逮捕された[16][17]。9月14日、赤坂は千葉区検察庁に略式起訴され、千葉簡易裁判所より罰金30万円の略式命令を受けた[18]。

港区議会は「再三にわたりこのような事件が発生したことに遺憾の意を表明するとともに、区民の皆 様の信用と信頼を著しく損ねたことを深くお詫び申し上げます。」との謝罪文をホームページに掲載した。